# Ewa Farna
Ewa Farna, po mężu Chobot (ur. 12 sierpnia 1993 w Trzyńcu) – polsko-czeska piosenkarka, autorka tekstów, kompozytorka, producentka, prezenterka telewizyjna i osobowość telewizyjna. Prywatnie nosi nazwisko męża, ale w show-biznesie i branży muzycznej posługuje się nazwiskiem rodowym (panieńskim).

## Rodzina, edukacja i początki kariery
Urodziła się w Trzyńcu, ale dzieciństwo spędziła w Wędryni. Pochodzi z polskiej rodziny mieszkającej na Zaolziu, w domu rodzinnym mówiła gwarą cieszyńską. Jej rodzice prowadzili kantor.
Od dziecka związana była z muzyką, brała aktywny udział w konkursach i przeglądach piosenek oraz grała na fortepianie. Pasjonowała się także sportem, a przed rozpoczęciem kariery wokalnej była członkinią narciarskiego klubu sportowego SKI Beskid, gdzie specjalizowała się w slalomie oraz zjeździe.
W październiku 2012 rozpoczęła studia na Wydziale Prawa i Administracji Uniwersytetu Warszawskiego, jednak porzuciła naukę po niecałym roku.

## Kariera muzyczna
Gdy miała 10 lat, dzięki wykonaniu utworu „Chcę do Bodzia” wygrała lokalny konkurs na najlepszą interpretację piosenki Maryli Rodowicz, a w nagrodę wystąpiła z artystką podczas jednego z jej koncertów. W następnym roku wygrała konkurs piosenki na Morawach. Niedługo później zwyciężyła w Europejskim Festiwalu Młodzieży w Sosnowcu i na Konkursie Piosenki Dziecięcej w Hawierzowie. Zauważył ją wtedy Leszek Wronka, producent muzyczny i autor piosenek, który zaproponował jej współpracę. Rozpoczęli pracę nad demówkami, które trafiły do czeskiego oddziału Universal Music Group. Dzięki wykonaniu piosenki „Za młodzi, za starzy” Ryszarda Rynkowskiego zwyciężyła w jednym z odcinków programu Szansa na sukces z piosenkami autorstwa Jacka Cygana.

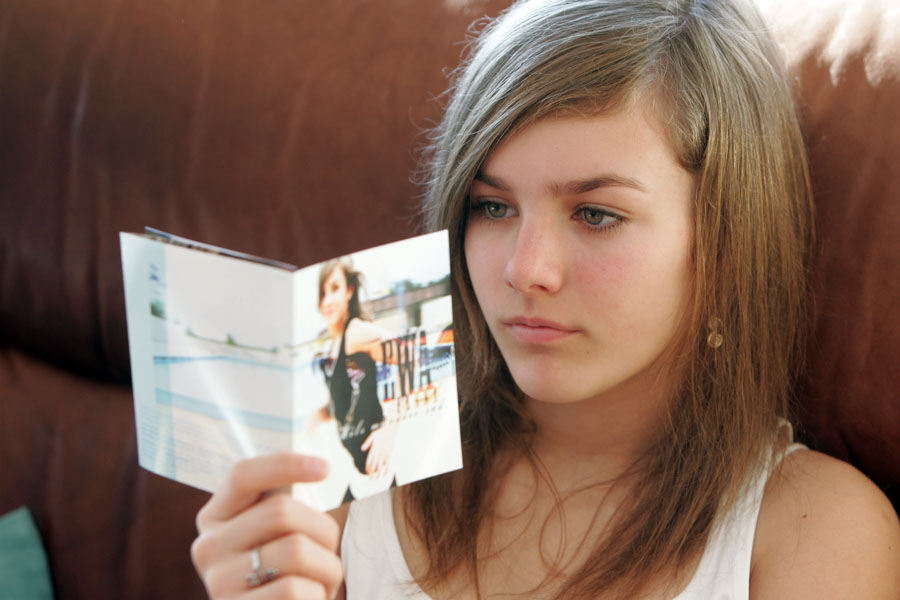
Farna (2006)

6 listopada 2006, mając 13 lat, zadebiutowała na czeskim rynku muzycznym z albumem studyjnym, zatytułowanym Měls mě vůbec rád, który wspiął się na szczyty rankingów sprzedaży w Czechach, uzyskując status platynowej płyty. Krążek ten przyniósł jej wiele prestiżowych nagród i wyróżnień, a także znaczną popularność w Czechach i na Słowacji. 1 października 2007 wydała drugą płytę pt. Ticho, z którą dotarła do 2. miejsca czeskiej listy przebojów. Podobnie jak pierwsza, również uzyskała status platynowej płyty. 9 listopada 2007 zadebiutowała na polskim rynku muzycznym wydanym przez Universal Music Polska albumem pt. Sam na sam, który jest polską wersją płyty pt. Měls mě vůbec rád. 7 listopada 2008 odbyła się premiera koncertowego DVD Blíž ke hvězdám, na której zarejestrowany został koncert w Pradze z 17 czerwca 2008. Było to najlepiej sprzedające się DVD w Czechach w 2008.

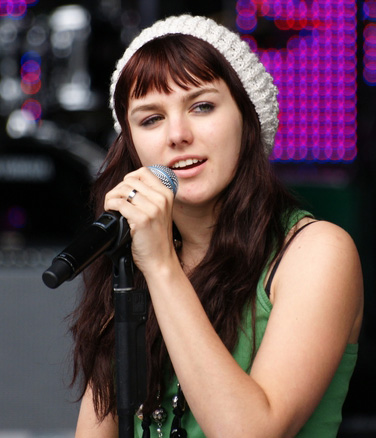
Farna na 46. Krajowym Festiwalu Piosenki Polskiej w Opolu (2009)

16 marca 2009 wydała drugą w karierze polskojęzyczną płytę pt. Cicho, z którą zadebiutowała na 16. miejscu polskiej listy przebojów – OLiS. Wydawnictwo promowała singlami: „Cicho”, „Dmuchawce, latawce, wiatr” i „La la laj”. Album pokrył się podwójną platyną, a także został wyróżniony Superjedynką podczas 46. Krajowym Festiwalu Piosenki Polskiej w Opolu w 2009, zyskując miano Płyty roku. Na festiwalu Sopot Hit Festiwal 2009 piosenka „Cicho” uzyskała tytuł Polski hit lata 2009. 26 października 2009 wydała piąty album studyjny pt. Virtuální, którymi promowała singlami: „Toužím”, „Ty jsi král”, który poświęcony jest Michaelowi Jacksonowi oraz „Maska”. 20 listopada wydała reedycję albumu Cicho, zawierającą dodatkowe materiały wideo na płycie DVD. W lutym 2010 za Cicho uzyskała nominację do Fryderyka w kategorii Album roku pop, a także była nominowana w kategorii Artystka roku. 5 listopada wydała szósty album studyjny (i trzeci polskojęzyczny) pt. EWAkuacja, mocny utwór rockowy, który znalazł się w 10 airplay najczęściej granych utworów w radiach. Nagrania dotarły do 7. miejsca polskiej listy przebojów (OLiS). Album promowały przeboje: „EWAkuacja”, który zajął m.in. 1. miejsce w notowaniu AirPlay oraz 1. miejsce na liście AirPlay – TV, gdzie znajdował się tam przez kilka notowań z rzędu, „Bez łez”, tak jak poprzedni uplasował się na szczycie AirPlay – TV. Dwa tygodnie po premierze album uzyskał tytuł złotej płyty, a w maju 2011 – platynowej.

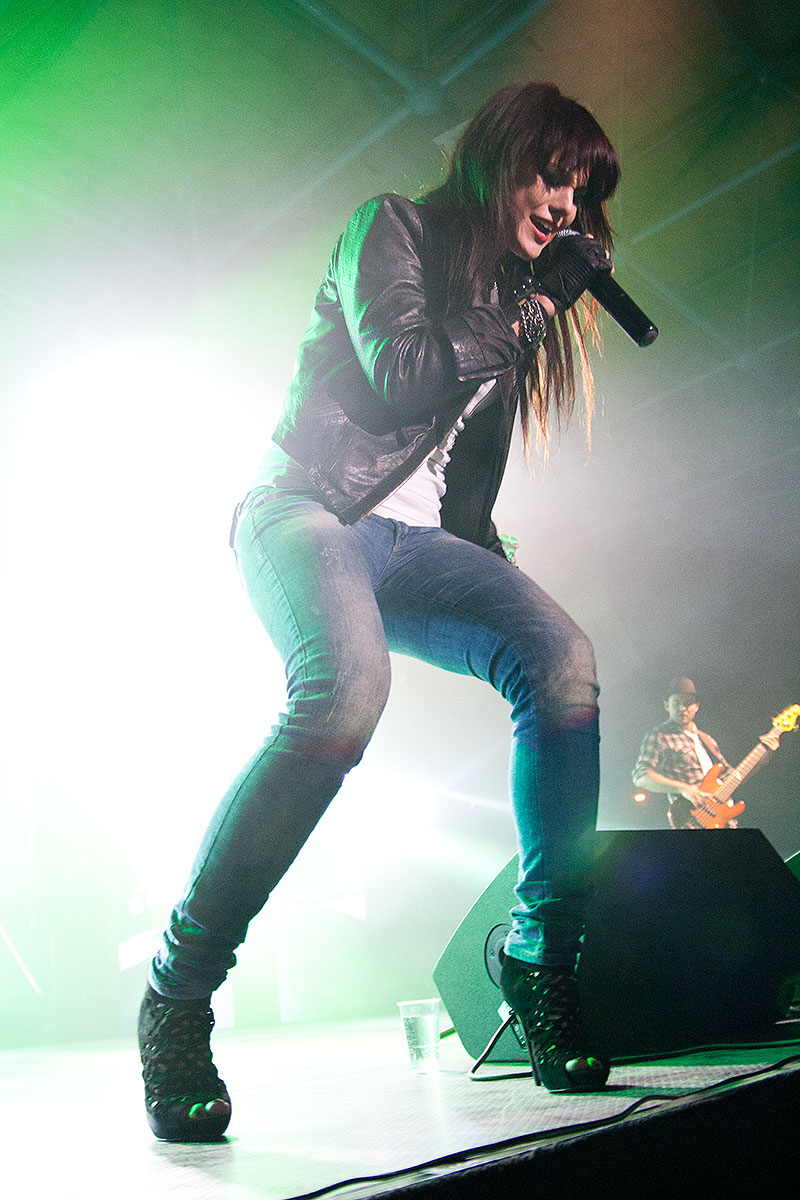
Farna w Trzyńcu (2011)

Na początku stycznia 2011 była nominowana do Viva Comet 2011 w pięciu kategoriach. 24 lutego na gali rozdania nagród wykonała wraz z raperem Tede utwór „Wielkie Cicho”, czyli pierwszy polski mashup, połączenie piosenek „Cicho” i „Wielkie Joł”, sama odebrała cztery statuetki za wygraną w kategoriach: image roku, Charts Award („Ewakuacja”), teledysk roku („Ewakuacja”) i płyta roku (Ewakuacja). 28 maja podczas Eska Music Awards 2011 zdobyła trzy statuetki – w kategoriach: artystka roku oraz hit roku i cyfrowy hit roku (oba za utwór „Ewakuacja”). 7 września 2011, w związku z obchodzonymi w sierpniu 18. urodzinami, zagrała z zespołem koncert urodzinowy w Hali Expo Silesia w Sosnowcu. Farna określiła koncert za swój „największy projekt muzyczny w dotychczasowej karierze”. Koncert zarejestrowany został na płycie DVD, zatytułowanej Live, której premiera miała miejsce 14 listopada. Singlem promującym album została piosenka „Nie przegap”, która dotarła do trzeciego miejsca listy Polish Airplay Chart, pierwszej pozycji AirPlay – nowości i do pierwszego miejsca AirPlay – TV. Farna swój drugi koncert urodzinowy zagrała 23 września w Hali Vodovej w Brnie i został uwiecznione na płycie DVD pt. 18 Live, która miała premierę 28 listopada. Singlem promującym album była piosenka „Sama sobě”, która dotarła do 15. miejsca TOP 50. Farna na początku października 2011 wydała singiel „Monster High” napisany na potrzeby kampanii reklamowej firmy Mattel wprowadzającej na polski rynek markę Monster High. W tym samym roku zdobyła Europejską Nagrodę Muzyczną MTV dla najlepszego polskiego wykonawcy i była nominowana do nagrody dla najlepszego europejskiego wykonawcy. Zdobyła również nagrodę dla najlepszej wokalistki w Czeskich Słowikach. W lutym 2012 otrzymała Viva Comet Awards w kategoriach: artystka roku oraz najlepsze na VIVA-TV.PL i dzwonek roku (oba za „Bez łez”). W czerwcu została nominowana do Eska Music Awards 2012 dla najlepszej artystki i z najlepszy album (Live).

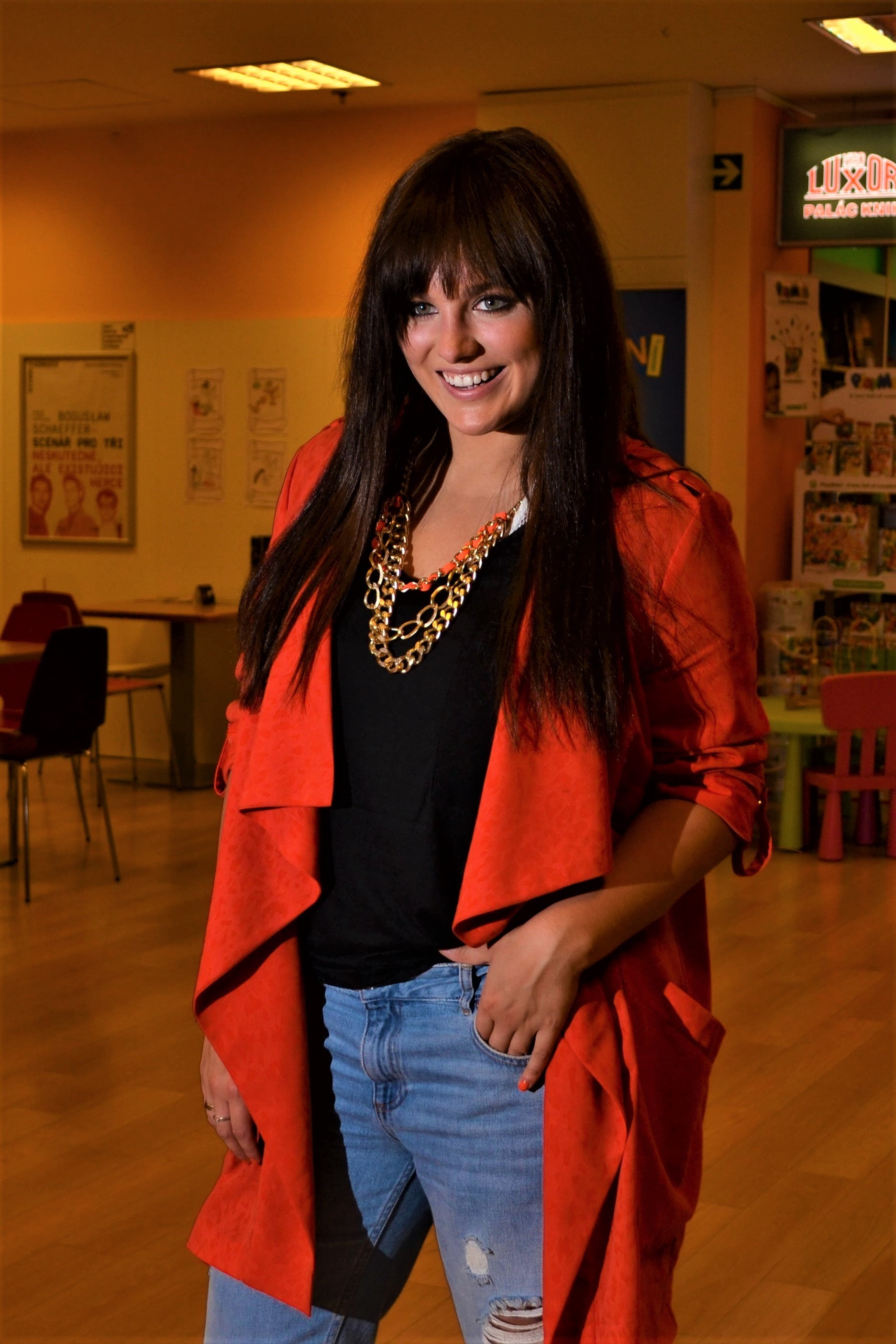
Farna (2014)

24 marca 2013 zdobyła statuetkę Nickelodeon Kids’ Choice Awards 2013 dla najlepszej polskiej gwiazdy. 4 sierpnia wraz z Eweliną Lisowską supportowała koncert piosenkarki Nelly Furtado podczas The Tall Ships’ Races w Szczecinie. 21 października wydała czwarty polskojęzyczny album pt. (W)Inna?, który zadebiutował na 7. miejscu polskiej listy przebojów – OLiS. Album promowały single: „Znak”, który zajął m.in. 3. miejsce w notowaniu AirPlay – Top oraz 1. miejsce na liście AirPlay – TV, „Ulubiona rzecz”, „Tajna misja”, gdzie zadebiutowała na 3. pozycji listy Airplay oraz „Rutyna”. Wydawnictwo uzyskało status złotej płyty. W kwietniu 2014 otrzymała dwie nominacje do Superjedynek, odbywających się w ramach 51. KFPP w Opolu, w kategoriach: SuperArtystka i SuperAlbum (za (W)Inna?). Ostatecznie zdobyła statuetkę w kategorii SuperAlbum. W czerwcu otrzymała nominację Eska Music Awards 2014 w kategorii „najlepsza artystka”. 23 sierpnia 2014 na Polsat Sopot Festival otrzymała Słowika Publiczności (za piosenkę „Cicho”). 14 listopada wydała czwarty czeskojęzyczny album studyjny pt. Leporelo, z którym dotarła do 11. miejsca czeskiej listy przebojów. Album promowała singlami: „Leporelo”, który zajął m.in. 10. pozycję w notowaniu Radio Top 100 oraz 4. miejsce w Top 50, „Z nálezů a krás”, gdzie zajął 59. w notowaniu Radio Top 100. W listopadzie 2014 otrzymała nominację do Telekamer „Tele Tygodnia” 2015 w kategorii Muzyka.

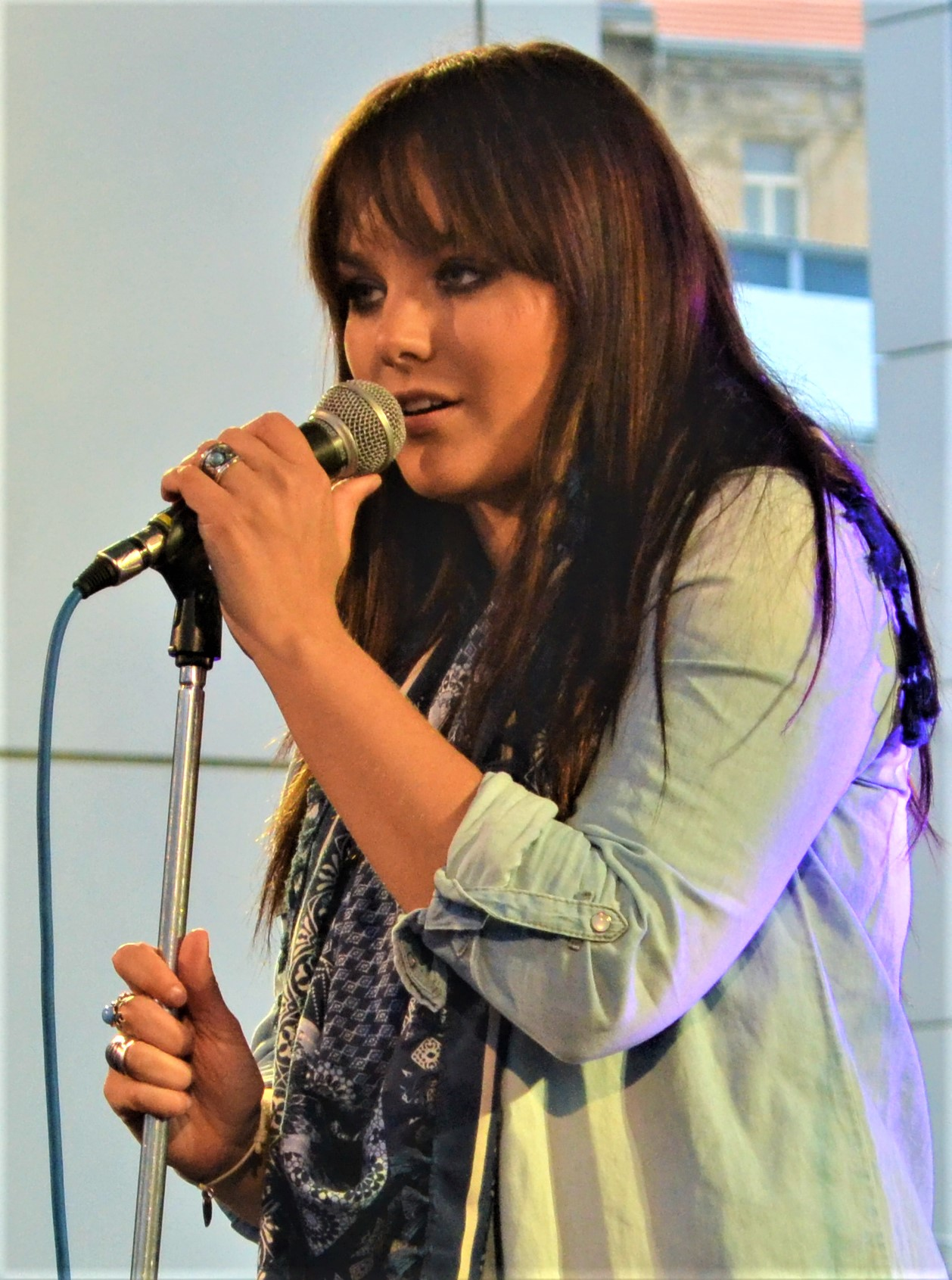
Farna (2015)

W lutym 2015 zajęła 17. miejsce w plebiscycie radia RMF FM na artystę 25-lecia. 10 kwietnia wydała swój trzeci czeskojęzyczny album koncertowy pt. G2 Acoustic Stage, który dotarł do 27. miejsca w Czechach. W kwietniu rozpoczęła trasę koncertową V akustickém směru, podczas której promowała krążek. 6 listopada wydała piąty polskojęzyczny album studyjny pt. Inna, który promowany był przez singiel „Tu”. Album składał się z dwóch części, z czego pierwsza zawierała dziewięć przebojów piosenkarki w wersji akustycznej, natomiast druga – trzy premierowe piosenki i duet z Tomaszem Lubertem. Na początku lutego 2016 była jednym z gości specjalnych jubileuszowego koncertu Grzegorza Skawińskiego i Waldemara Tkaczyka, który odbył się w Ergo Arenie i był transmitowany na żywo za pośrednictwem telewizji Polsat. Na scenie zaśpiewała piosenkę „Znalazłam” oraz hit „Pokolenie” wraz z Margaret i Rudą. 8 czerwca zaprezentowała drugi singiel z płyty Inna – „Na ostrzu”, z którym dotarła do 3. miejsca na liście AirPlay – Top, zaś z jego czeskim odpowiednikiem – „Na ostří nože” – do 55. miejsca Radio Top 100. Na początku sierpnia poinformowała o zakończeniu współpracy z firmą menedżerską Lewron Music Center, która reprezentowała jej interesy zarówno w Polsce, jak i w Czechach, motywując decyzję „potrzebą rozwoju artystycznego” oraz „sprzecznym konceptem na jej dalszą karierę”. Piosenka „Na ostrzu” zajęła ósme miejsce w plebiscycie radia RMF FM „Przebój roku”. 11 listopada 2016 w Pradze zagrała koncert celebrujący 10-lecie pracy artystycznej w Czechach, zarazem było to pierwsze przedsięwzięcie muzyczne, którego Farna była producentką. 30 września 2017 w Hali Widowiskowo-Sportowej w Lubinie zagrała koncert z okazji 10-lecia obecności na polskiej scenie muzycznej.

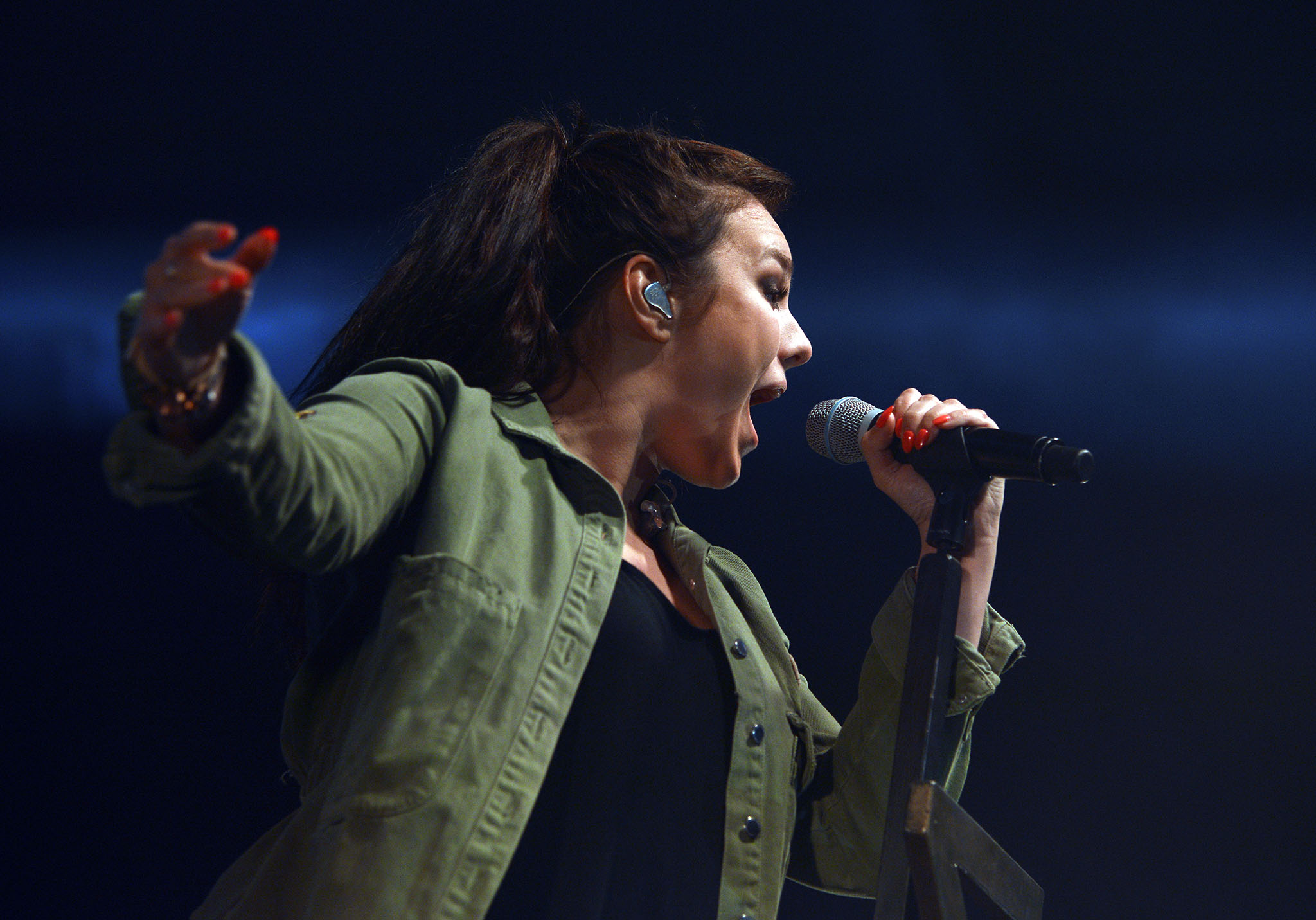
Farna w Bielsku-Białej (2017)

W styczniu 2017 wydała singiel „Wszystko albo nic” promujący polsko-czesko-słowacką komedię o tym samym tytule. Singiel zyskał status podwójnej platyny. Od marca 2017 Farna prowadziła audycję To lubię! w RMF FM. W maju 2018 poprowadziła koncert „Radiowy przebój roku” na Polsat Superhit Festiwalu, na którym zaśpiewała także dwa utwory: „Wszystko albo nic” i „Echo”, a za sprzedaż drugiego z utworów otrzymała platynową płytę. 14 września 2018 wydała polskojęzyczny singiel „Interakcja”, do którego zrealizowała teledysk. W maju 2021 wypuściła singiel „Ciało”, którym zapowiedziała album pt. Umami wydany w 2022. W 2016 założyła niezależną wytwórnię EwoluZone s.r.o. dzięki której trzymała pieczęć nad swoim wydawnictwem. W 2023 wytwórnia zmieniła prawnie nazwę na Ewolution Records s.r.o.

## Działalność pozamuzyczna
Brała udział w kampaniach reklamowych: linii kosmetyków dla dziewcząt „Very Me” firmy Oriflame (2010–2011), restauracji Subway (2011) i sieci komórkowej Play (2015) oraz była twarzą marki Monster High (2011). W 2011 została twarzą kampanii „Postaw na Polskość”, która miała na celu zachęcenie Polaków mieszkających na Zaolziu do deklarowania podczas spisu powszechnego swojej narodowości. W 2011 na rynek trafiła woda toaletowa „Rock Angel” sygnowana jej imieniem i nazwiskiem.
Była jurorką w programach rozrywkowych: SuperStar (2012–2013), X Factor (2013), Idol (2017) i Śpiewajmy razem. All Together Now (2018), a także kapitanką jednej z drużyn w programie Bitwa na głosy (2012).

## Życie prywatne
Należy do Kościoła Ewangelicko-Augsburskiego.
Spotykała się z muzykiem Tomášem Klusem. We wrześniu 2017 poślubiła muzyka Martina Chobota przyjmując jego nazwisko. Ma z nim dwoje dzieci: syna Artura (ur. 2019) i córkę Ellę (ur. 2022). Mieszka w Pradze.

### Wypadek
22 maja 2012 ok. godziny 6:00 rano na drodze pomiędzy Wędrynią a Trzyńcem spowodowała wypadek drogowy bez udziału osób trzecich. Prowadząc auto, zjechała z drogi i wbiła się w drzewo. Doznała wstrząśnienia mózgu. Policja wydała oświadczenie, że badanie alkomatem wykazało u piosenkarki zawartość około jednego promila alkoholu w wydychanym powietrzu. W wywiadzie dla Gazeta.tv wyznała: Matura poszła, zdałam naprawdę fajnie, bo z odznaczeniem, no i poszliśmy później (...) do restauracji. Tam była taka oferta, że był drink za darmo dla maturzystów i miałam cztery te drinki, o godz. 23:00 przestałam pić i o 6:00 rano byłam już tak zmęczona, że wsiadłam za kółko i jechałam do domu. Na prostej drodze zasnęłam. Obudziło mnie trzęsienie się prawych kół, otworzyłam oczy (...) i było za późno. W 2013 na jej płycie (W)inna? znalazł się utwór nawiązujący do tego zdarzenia pt. „Przepraszam”.

## Dyskografia
Czeskojęzyczne
- Měls mě vůbec rád (2006)
- Ticho (2007)
- Virtuální (2009)
- Leporelo (2014)
- Umami (2021)

Polskojęzyczne
- Sam na sam (2007)
- Cicho (2009)
- EWAkuacja (2010)
- (W)Inna? (2013)
- Inna (2015)
- Umami (2022)

## Filmografia
- Ošklivka Katka – jako ona sama, gościnnie, 2007[112]
- Hela w opałach – jako Martyna, córka Eryka, odc. 48 pt. „Córeczka tatusia”, gościnnie, 2011[113]
- Sing jako Ash, polski dubbing, czeski dubbing, 2016
- Ewa Farna: Skazana na busa jako ona sama, film biograficzny, 2017
- Trolle 2 jako Barb, czeski dubbing, 2020

## Muzycy
| Obecny skład zespołu Ewy Farnej - Martin Chobot – gitara (do końca 2021) - Lukáš Chromek – gitara - Tomáš Lacina – gitara basowa - Jan Aleš – klawisze - Roman Vícha – perkusja | Byli członkowie - Jan Steinsdörfer – instrumenty klawiszowe - Tomáš Fuchs – gitara - Lukáš Pavlík – perkusja - Marcus Tran – gitara - Honza Ponocný – gitara - Jan Lstibůrek – gitara basowa - Roman Lontadze – perkusja |

## Nagrody i nominacje

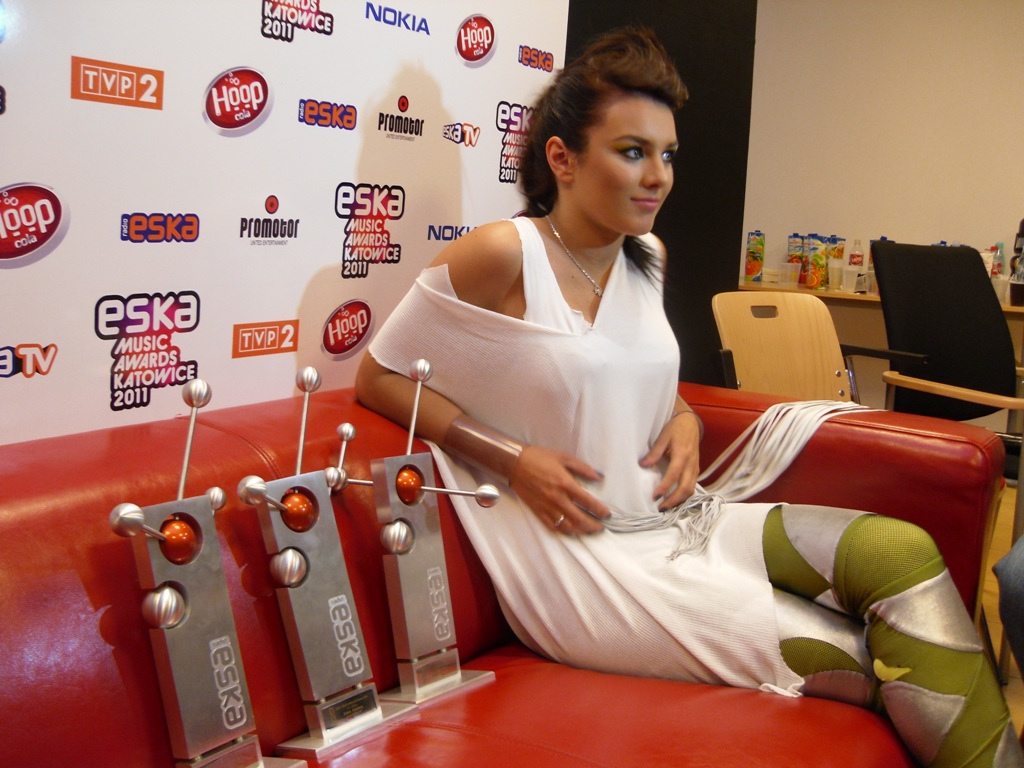
Farna na Eska Music Awards 2011 w Katowicach

| Rok  | Kategoria                                                   | Nagroda                                       | Rezultat                   |
| ---- | ----------------------------------------------------------- | --------------------------------------------- | -------------------------- |
| 2009 | Przebój roku („Cicho”)                                      | Superjedynki                                  | Nominacja                  |
| 2009 | Płyta roku (Cicho)                                          | Superjedynki                                  | Nagroda                    |
| 2009 | Najlepszy polski artysta                                    | MTV Europe Music Awards                       | Nominacja                  |
| 2009 | Muzyka                                                      | Telekamery                                    | 2. miejsce                 |
| 2009 | Polski hit lata („Cicho”)                                   | Sopot Hit Festiwal 2009                       | Nagroda                    |
| 2009 | Najlepsza piosenkarka                                       | Musiq1 Awards                                 | Nagroda                    |
| 2009 | Odkrycie roku                                               | Złote Dzioby                                  | Nagroda                    |
| 2010 | Charts Award („Cicho”)                                      | Viva Comet Awards                             | Nagroda                    |
| 2010 | Artystka roku                                               | Viva Comet Awards                             | Nagroda                    |
| 2010 | Najlepsza piosenkarka                                       | Musiq1 Awards                                 | Nagroda                    |
| 2010 | Album roku pop (Cicho)                                      | Fryderyk                                      | Nominacja                  |
| 2010 | Wokalistka roku                                             | Fryderyk                                      | Nominacja                  |
| 2010 | Hit roku („Cicho”)                                          | Eska Music Awards                             | Nagroda                    |
| 2010 | Artystka roku                                               | Eska Music Awards                             | Nominacja                  |
| 2010 | Wykonawca roku – Polska                                     | Mikrofony Popcornu                            | Nagroda                    |
| 2010 | Przebój roku – Polska („Cicho”)                             | Mikrofony Popcornu                            | Nagroda                    |
| 2011 | Muzyka                                                      | Telekamery                                    | 3. miejsce                 |
| 2011 | Artystka roku                                               | VIVA Comet Awards                             | Nominacja                  |
| 2011 | Charts Award („Ewakuacja”)                                  | VIVA Comet Awards                             | Nagroda                    |
| 2011 | Image roku                                                  | VIVA Comet Awards                             | Nagroda                    |
| 2011 | Teledysk roku („Ewakuacja”)                                 | VIVA Comet Awards                             | Nagroda                    |
| 2011 | Płyta roku (Ewakuacja)                                      | VIVA Comet Awards                             | Nagroda                    |
| 2011 | Najlepsze na VIVA-TV.pl („Muzyki moc” z VIVA i Przyjaciele) | VIVA Comet Awards                             | Nagroda                    |
| 2011 | Wokalistka roku                                             | Bravoora                                      | Nominacja                  |
| 2011 | Super płyta'(Ewakuacja)                                     | Superjedynki                                  | Nominacja                  |
| 2011 | Artystka roku                                               | Eska Music Awards 2011                        | Nagroda                    |
| 2011 | Hit roku („Ewakuacja”)                                      | Eska Music Awards 2011                        | Nagroda                    |
| 2011 | Cyfrowy klip roku w kategorii POP                           | Eska Music Awards 2011                        | Nagroda                    |
| 2011 | Video roku                                                  | Eska Music Awards 2011                        | Nominacja                  |
| 2011 | Wykonawca roku – Polska                                     | Mikrofony Popcornu                            | Nagroda                    |
| 2011 | Przebój roku – Polska („Ewakuacja”)                         | Mikrofony Popcornu                            | Nagroda                    |
| 2011 | Teledysk („Muzyki moc” z VIVA i Przyjaciele)                | OGAE Video Contest 2011 – reprezentant Polski | Nominacja                  |
| 2011 | Najlepszy polski artysta                                    | MTV Europe Music Awards 2011                  | Nagroda                    |
| 2011 | Najlepszy europejski artysta                                | MTV Europe Music Awards 2011                  | Nominacja                  |
| 2011 | Wokalistka roku                                             | Czeski Słowik                                 | Nagroda                    |
| 2012 | Artystka roku                                               | Bravoora                                      | Nagroda                    |
| 2012 | Artystka roku                                               | VIVA Comet Awards                             | Nagroda                    |
| 2012 | Najlepsze na VIVA-TV.PL („Bez łez”)                         | VIVA Comet Awards                             | Nagroda                    |
| 2012 | Dzwonek roku („Bez łez”)                                    | VIVA Comet Awards                             | Nagroda                    |
| 2012 | Image roku                                                  | VIVA Comet Awards                             | Nominacja                  |
| 2012 | Wokalistka roku                                             | Fryderyk                                      | Nominacja                  |
| 2012 | Najlepiej sprzedająca się Polska płyta roku                 | TOPtrendy                                     | 9. miejsce                 |
| 2012 | Artystka roku                                               | Eska Music Awards 2012                        | Nominacja                  |
| 2012 | Album roku (Live – Niezapomniany koncert urodzinowy)        | Eska Music Awards 2012                        | Nominacja                  |
| 2012 | Wokalistka roku                                             | Czeski Słowik                                 | 3. miejsce                 |
| 2013 | Ulubiona polska gwiazda                                     | Nickelodeon Kids’ Choice Awards 2013          | Nagroda                    |
| 2013 | Wokalistka roku                                             | Bravoora                                      | Nagroda                    |
| 2013 | eskaGO Award – Najlepszy artysta w sieci                    | Eska Music Awards 2013                        | Nominacja                  |
| 2013 | Wokalistka roku                                             | Czeski Słowik                                 | 3. miejsce                 |
| 2013 | Artysta roku – Polska                                       | Onet.pl                                       | 6. miejsce                 |
| 2013 | Płyta roku – Polska                                         | Onet.pl                                       | 4. miejsce                 |
| 2014 | SuperArtystka                                               | Superjedynki                                  | Nominacja                  |
| 2014 | SuperAlbum ((W)Inna?)                                       | Superjedynki                                  | Nagroda                    |
| 2014 | Najlepsza artystka                                          | Eska Music Awards 2014                        | Nominacja                  |
| 2014 | Słowik Publiczności („Cicho”)                               | Polsat Sopot Festival 2014                    | Nagroda                    |
| 2014 | Najlepszy polski wykonawca                                  | MTV Europe Music Awards 2014                  | Nominacja do dzikiej karty |
| 2015 | Artysta 25-lecia                                            | Plebiscyt RMF FM                              | 17. miejsce                |
| 2015 | Muzyka                                                      | Telekamery 2015                               | 2. miejsce                 |
| 2015 | Kobieta roku Glamour                                        | Plebiscyt Kobieta Roku Glamour                | Nagroda                    |
| 2016 | Piosenka roku („Tu”)                                        | Daf BAMA Music Awards 2016                    | Nominacja                  |
| 2017 | Przebój roku („Na ostrzu”)                                  | Przebój roku 2016 RMF FM                      | 8. miejsce                 |
| 2017 | Teledysk roku („Na ostri noze)”                             | Žebřík 2017                                   | Nagroda                    |
| 2017 | Piosenkarka roku                                            | Žebřík 2017                                   | Nagroda                    |
| 2017 | eskaGO Award – Najlepszy artysta w sieci                    | Eska Music Awards 2017                        | Nominacja                  |
| 2017 | Przebój dekady („Cicho”)                                    | Plebiscyt Party.pl                            | Nagroda                    |
| 2017 | Wokalistka roku                                             | Czeski Słowik                                 | 2. miejsce                 |
| 2018 | Hit roku 2017 („Bumerang”)                                  | Plebiscyt Party.pl                            | Nagroda                    |
| 2018 | Przebój roku („Wszystko albo nic”)                          | Przebój roku 2017 RMF FM                      | 19. miejsce                |
| 2018 | Piosenkarka                                                 | Hudební ceny Žebřík                           | nominacja                  |
| 2018 | Teledysk                                                    | Hudební ceny Žebřík                           | nominacja                  |
| 2018 | Sladba                                                      | Hudební ceny Žebřík                           | 2. miejsce                 |
| 2018 | Film – („Ewa Farna – Neznama znama”)                        | Hudební ceny Žebřík                           | Nagroda                    |
| 2018 | Ulubiona polska gwiazda                                     | Kids’ Choice Awards 2018                      | nominacja                  |
| 2018 | Interpretka roku                                            | Ceny Jantar 2018                              | nominacja                  |
| 2018 | Piosenka roku („Dobre rano mila”)                           | Ceny Jantar 2018                              | Nagroda                    |
| 2018 | Gwiazda roku                                                | Plebiscyt Party.pl                            | nominacja                  |
| 2018 | Hit jesieni                                                 | Plebiscyt Party.pl                            | 2. miejsce                 |
| 2019 | Przebój roku („Interakcja”)                                 | Przebój roku 2018 RMF FM                      | 20. miejsce                |
| 2019 | Juror                                                       | Telekamery 2019                               | nominacja                  |